# 安东尼·豪
安东尼·豪（英語：Anthony Howe，1954年—）是一位美国动态雕塑艺术家，其作品多利用风的动力不停转动，造型模拟脉冲、漩涡或异形生物。豪在设计中采用计算机辅助设计的方法，用等离子切割将金属切割成需要的小部件，然后用传统的金属加工技艺完成最终的作品。他的雕塑作品遍及美国多座城市，被众多私人或机构收藏。2016年里约奥运会使用的主火炬也是由他设计的。

## 生平
安东尼·豪于1954年出生在美国犹他州盐湖城，15岁时被塔夫特预科学校（Taft School）录取。1973年起先后进入康奈尔大学和史勾西根繪畫雕塑學校学习，1978年毕业。毕业次年，豪在新罕布什尔州一座偏远的山顶上修了一座房子，之后的五年中一直在这里投身绘画事业。他多以田园的风景作画，曾在马萨诸塞州列克星敦举办过两次个人展览。作品还曾被泰瑞達、哈佛大学等机构或私人收藏。1985年，豪搬到了纽约居住，受到自己童年喜爱的拼装玩具的启发，开始创作动态雕塑。他坦承自己最初涉足雕塑是为了获取一位女子的芳心，但最终未能成功。四年后，豪完成了首件动态雕塑作品，是用废旧电梯缆绳挂在建筑物之间的金属雕塑。1993年，豪加入纽约金·福斯特美术馆（Kim Foster Gallery）。次年，他和妻子琳恩（Lynne）一同搬到华盛顿州奥卡斯岛居住，开设了自己的工作室和雕塑公园。
1990年代末，豪开始受到媒体的关注，先后登上CBS“周日早新闻”、全国广播公司“今日秀”等节目。2002年和2003年，他连续两年获得动态艺术组织（Kinetic Art Organization）颁发的最佳奖项。2006年时，豪已经为各种私人或公共收藏创作了300多件作品。之后，美国俄勒冈州罗斯堡、华盛顿州贝灵厄姆、北卡罗来纳州格林斯伯勒等地都在城市中安放了他的作品。2013年，豪的部分作品被做成GIF动图，在互联网上被广泛传播。到2014年时，他的作品已经远销至意大利、沙特阿拉伯和阿联酋等国。

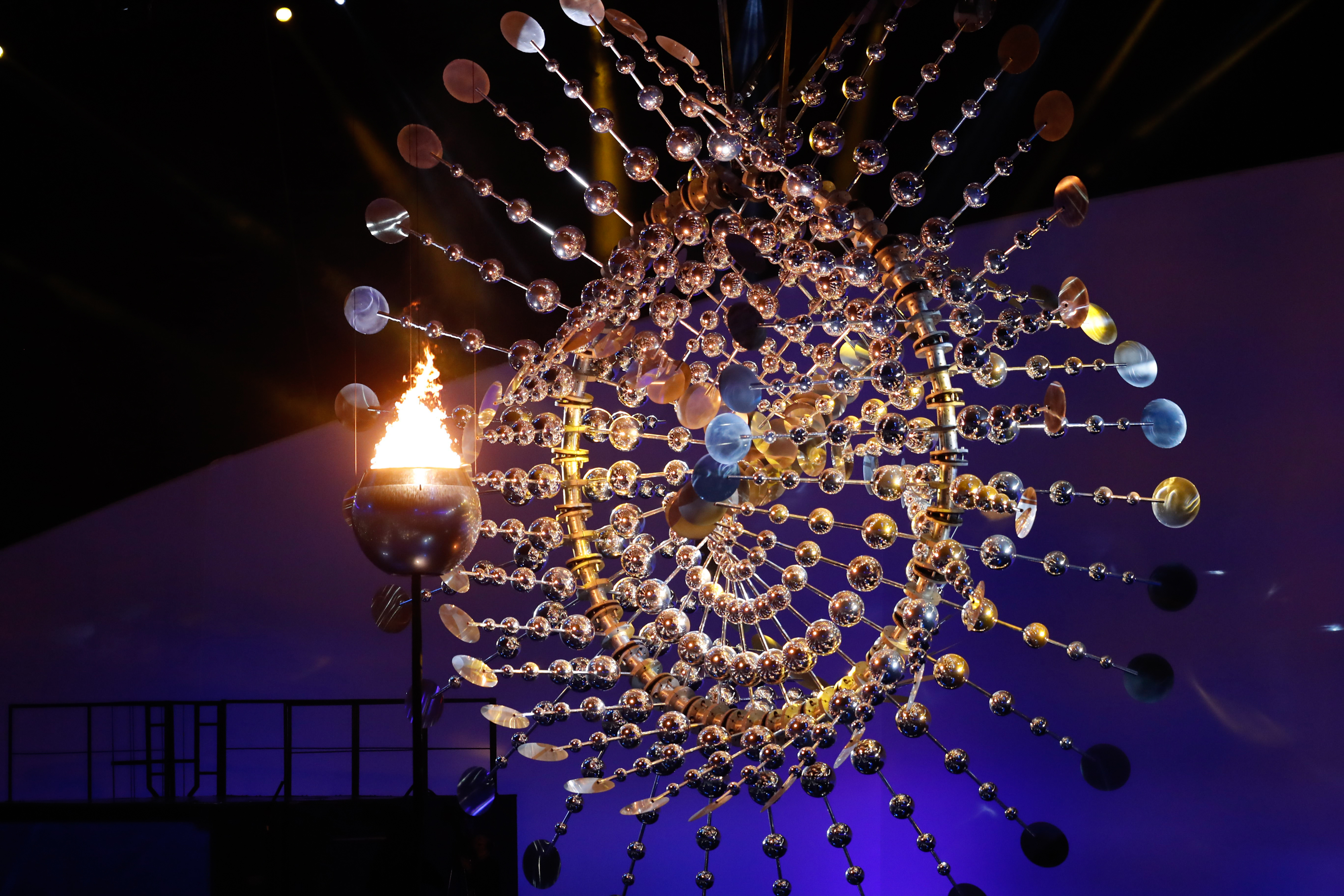
安东尼·豪设计的里约奥运会主火炬造型

里约奥运会主火炬动态模型

2015年8月，里约热内卢奥组委联系了豪，邀请他为2016年里约奥运会设计主火炬。豪在自己位于奥卡斯岛的工作室开始设计，之后在加拿大蒙特利尔完成了这件作品。主火炬于2016年7月运至里约热内卢，在8月5日的开幕式现场被点燃。豪同时还创作了一件与之相似的作品，将放置在里约热内卢市中心的坎德拉里亚（Candeleria）地区。

## 艺术特色
豪的动态雕塑作品多是用小部件组装而成，在设计中采用计算机辅助设计的方法，用等离子切割的技术将金属切割成需要的造型，然后用传统的金属加工技艺完成最终的作品，体积巨大，有时造型“诡异”。作品在风的吹动下会不断转动，模拟脉冲及漩涡的造型，整个造型反映了雕塑周围环境的风和光照，往往给人以“催眠”“眩晕”之感，被比作“现实世界中舞动的屏幕保护程序”。豪曾表示自己“厌倦了视觉世界一切都是静止的”，认为雕塑并不一定要是死气沉沉的静止设计。他称自己试图以最经济的方法建造作品，作品造型参照的原型也五花八门，包括科幻装备、微生物或天文学模型等。他在作品中一般使用不锈钢材质制成骨架，小玻璃纤维片作为动力。他希望作品在静止时呈现简朴流线的优雅，在有风时则变换成喧闹的动画，结合对称和非对称造型，创造出“视觉上令人满意的三维和谐”。在创作时，他会计算风力对作品的影响，还会将雕塑放在车顶上，然后沿街道开车以测试作品在大风下的状态。在里约奥运会的主火炬的设计中，豪受到了热带风情的启发，采用了类似椰子树和棕榈树的造型设计，借整个作品的运动来模拟太阳的脉冲能量和光照。他表示希望主火炬的设计能启发观众“人类能达到的成就没有极限”。